# Énergie solaire en Afrique

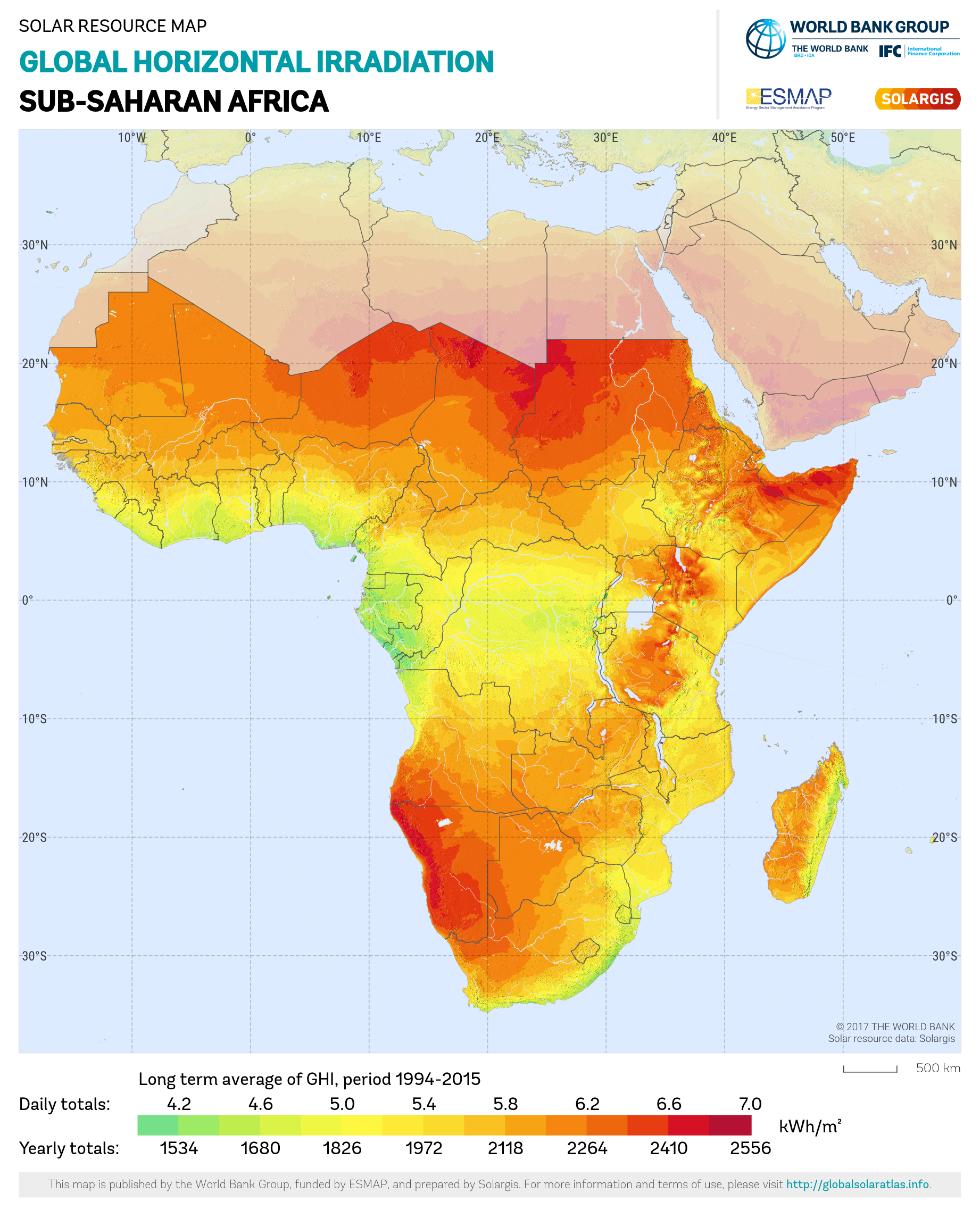
Irradiation horizontale globale en Afrique subsaharienne.

L'Afrique est  sans commune mesure le continent doté du plus fort potentiel pour l'énergie solaire car la ressource solaire y est disponible en quantité, en qualité et sur un vaste espace. Nombre des lieux et des pays les plus ensoleillés du monde se trouvent sur le continent.
Malgré ce potentiel considérable, le taux de pénétration de l'énergie solaire est encore faible : 1,7 % de la production d'électricité en 2020, mais connaît une forte croissance à partir de la deuxième partie des années 2010.

## Potentiel solaire
Le gisement solaire, aussi appelé potentiel solaire, de l'Afrique dans son ensemble est colossal. Les réserves totales d'énergie solaire théoriquement disponibles sur le continent ont été estimées à près de 60 millions de TWh/an contre 37,5 millions de TWh/an pour l'Asie, Moyen-Orient (hors Égypte) inclus, et seulement 3 millions de TWh/an pour l'Europe. L'Afrique détiendrait ainsi 40 % du potentiel total mondial, alors que la superficie totale de l'Afrique constitue à peine 20 % de la superficie totale des continents terrestres. L'irradiation solaire globale de l'Afrique est donc a priori très favorable à l'exploitation de l'énergie solaire.
Nombre des lieux et des pays les plus ensoleillés du monde se trouvent sur le continent,,
Certaines régions du continent sont parmi les plus ensoleillées de la planète que ce soit en termes d'intensité du rayonnement solaire, ou de durée de l'insolation effective. Le centre du Sahara oriental - la région la plus aride du globe - par exemple, à cheval entre la Libye, l'Égypte, le Soudan et le Tchad, constitue la partie de la Terre où l'astre brille le plus souvent en moyenne avec près de 4 300 h/an de soleil ce qui représente 97 à 98 % de la période diurne totale, un record mondial. L'intensité moyenne des radiations solaires y dépasse 220 kcal. cm-2. an-1, là aussi un record planétaire.

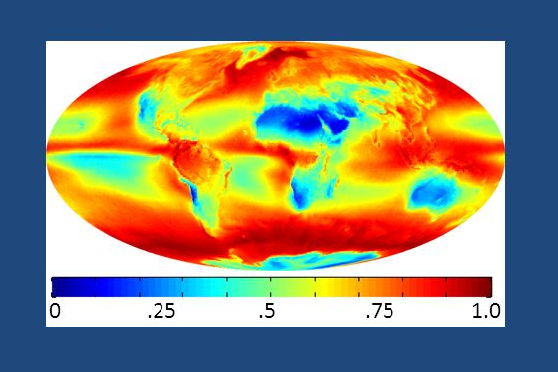
Carte mondiale de la nébulosité moyenne mondiale mesurée à locales par le satellite Aqua de la NASA.
Les zones en bleu appelées les « ceintures solaires » sont les plus dégagées, celles en rouge les plus nuageuses.

Cet aperçu à l'échelle du continent ne doit pas masquer les disparités parfois impressionnantes à l'échelle régionale, nationale voire locale, quant à la distribution des ressources solaires à travers le continent. Ces inégalités se manifestent le plus fréquemment assez logiquement entre les différentes grandes zones climatiques. Le gisement solaire d'un lieu donné dépend en effet de plusieurs facteurs géographiques et climatiques comme :
- l'altitude du lieu ;
- la latitude du lieu, c'est-à-dire l'éloignement du lieu par rapport à l'équateur ;
- la nébulosité du lieu, c'est-à-dire la fraction du ciel couverte par les nuages ;
- la pluviométrie du lieu, etc.

Ainsi les zones les plus favorisées du continent en matière de gisement solaire sont le nord de l'Afrique, le sud de l'Afrique, la zone équatoriale sèche de l'Afrique orientale et l'Ouest malgache. Ce sont des régions sèches essentiellement hyperarides, arides ou semi-arides souvent situées au voisinage des tropiques où le ciel est le plus souvent clair et la luminosité continue. Elles font partie de la Global Sun Belt, la « ceinture solaire de la Terre ».
Au contraire, les zones les moins favorisées du continent en la matière sont les zones côtières de l'Afrique de l'Ouest au bord du golfe de Guinée et leurs arrière-pays, le centre de l'Afrique et la côte orientale de l'Afrique le long de l'océan Indien. Ce sont des régions humides bien arrosées situées à proximité de l'équateur d'où un angle d'incidence du rayonnement solaire proche du maximum atteignable mais contrebalancé par un ciel le plus souvent couvert et une luminosité intermittente.
On peut donc dégager quelques tendances selon les pays à l'échelle du continent :
- les pays extrêmement favorisés : l'Égypte ; le Niger ; l'Afrique du Sud ;
- les pays très favorisés : l'Éthiopie ; l'Angola ; la Tanzanie ;
- les pays favorisés : le Nigeria ; le République centrafricaine ; le Mozambique ; la Tunisie[14] ;
- les pays peu favorisés : la Côte d'Ivoire ; le Cameroun ; la République démocratique du Congo ;
- les pays très peu favorisés : le Gabon ; la République du Congo ; le Liberia.

À noter que la liste d'exemples dans chaque catégorie est notamment basée sur les conditions climatiques de ces pays et est évidemment non exhaustive.
Précisons également qu'il existe souvent des contrastes à l'intérieur même de certains pays africains a fortiori si les pays en question sont traversés par différentes zones climatiques qui présentent des régimes de nébulosité et de pluviométrie bien distincts.

## Statistiques

### Afrique
En 2020, la production d'électricité solaire photovoltaïque en Afrique s'élevait à 11 581 GWh et celle des centrales solaires thermodynamiques à 2 558 GWh, soit respectivement 1,4 % et 0,3 % de la production d'électricité du continent ; les productions mondiales correspondantes s'élevaient à 823 782 GWh et 13 715 GWh ; la part de l’Afrique était donc de 1,4 % pour le photovoltaïque et de 18,7 % pour le solaire thermodynamique.
| Année                                                  | Photovoltaïque | % élec. | Thermodynamique | % élec. | Total solaire | % élec. | Variation |
| 2013                                                   | 361            | 0,05 %  | -               | -       | 361           | 0,05 %  |           |
| 2014                                                   | 1 585          | 0,21 %  | -               | -       | 1 585         | 0,21 %  | +339 %    |
| 2015                                                   | 2 589          | 0,33 %  | 194             | 0,02 %  | 2 783         | 0,35 %  | +76 %     |
| 2016                                                   | 3 777          | 0,47 %  | 898             | 0,11 %  | 4 675         | 0,58 %  | +68 %     |
| 2017                                                   | 5 224          | 0,63 %  | 1 101           | 0,13 %  | 6 325         | 0,76 %  | +35 %     |
| 2018                                                   | 6 988          | 0,82 %  | 1 823           | 0,21 %  | 8 811         | 1,04 %  | +39 %     |
| 2019                                                   | 10 776         | 1,25 %  | 2 740           | 0,32 %  | 13 516        | 1,56 %  | +53 %     |
| 2020                                                   | 11 581         | 1,38 %  | 2 558           | 0,30 %  | 14 139        | 1,68 %  | +4,6 %    |
| % élec. = part dans la production totale d'électricité |                |         |                 |         |               |         |           |

| Pays | Photovoltaïque | % élec. | Thermodynamique | % élec. | Total solaire | % élec. | % Afrique |
| Afrique du Sud | 3 603          | 1,50 %  | 1 428           | 0,60 %  | 5 031         | 2,10 %  | 35,6 %    |
| Égypte | 4 506          | 2,35 %  | -               | -       | 4 506         | 2,35 %  | 31,9 %    |
| Maroc | 390            | 0,97 %  | 1 130           | 2,82 %  | 1 520         | 3,79 %  | 10,8 %    |
| Algérie | 665            | 0,84 %  | -               | -       | 665           | 0,84 %  | 4,7 %     |
| Sénégal | 385            | 6,63 %  | -               | -       | 385           | 6,63 %  | 2,7 %     |
| Namibie | 369            | 18,9 %  | -               | -       | 369           | 18,9 %  | 2,6 %     |
| Tunisie | 333            | 1,54 %  | -               | -       | 333           | 1,54 %  | 2,4 %     |
| Ouganda | 118            | 2,65 %  | -               | -       | 118           | 2,65 %  | 0,8 %     |
| Afrique | 11 581         | 1,38 %  | 2 558           | 0,30 %  | 14 139        | 1,68 %  | 100 %     |
| % élec. = part dans la production totale d'électricité du pays ; % Afrique = part dans la production solaire africaine. |                |         |                 |         |               |         |           |

Les installations solaires totalisaient une  capacité de production de 4,15 GWc (gigawatts-crête) sur toute l'Afrique en 2017, dont plus de la moitié en Afrique du sud, selon le rapport 2018 de l'Agence internationale des énergies renouvelables (Irena). En comparaison, la France totalise 8,5 GWc de solaire installés, qui ne fournissent pourtant que 2 % de l'électricité du pays. Si les projets d'électricité verte se développent en Afrique du sud et dans les pays du Maghreb, l'Afrique subsaharienne reste en revanche le parent pauvre des énergies vertes, et notamment du solaire, selon un rapport de l'Institut Montaigne publié le 14 février 2019. Alors que la ressource solaire est disponible, la taille des projets adaptable, et leur compétitivité de plus en plus attractive face aux solutions thermiques polluantes (fioul et charbon), le nombre de personnes n'ayant pas accès à l'électricité en Afrique subsaharienne devrait continuer à augmenter jusqu'en 2025, voire 2040 selon les estimations, alors qu'il a reculé de 34 % dans le monde entre 2000 et 2016. Un marché se développe toutefois depuis plusieurs années via les « kits individuels », des lampes solaires ou de petits systèmes limités à un panneau et une batterie, avec paiement par le téléphone mobile. Les micro-réseaux électriques, adaptés aux zones rurales éloignées des grandes lignes électriques, se développent également. Mais les projets de taille intermédiaire qui permettraient d'alimenter des agglomérations sont souvent trop petits pour avoir accès aux financements adaptés aux contraintes et aux risques des pays africains.

### Afrique du Sud
L'Afrique du Sud a mis en service plusieurs centrales solaires thermodynamiques, utilisant des miroirs cylindro-paraboliques et des tours solaires. Par ailleurs, des chauffe-eau solaires sont utilisés et fournis gratuitement dans les townships. En 2017, l'Afrique du Sud est le premier pays d'Afrique pour l'énergie solaire thermodynamique aussi bien que pour le photovoltaïque.
En 2018, l'Afrique du Sud a installé seulement 60 MWc, portant sa puissance installée à 1,86 GWc, au 1er rang africain et au 24e rang mondial avec 0,4 % du total mondial.
Les nouvelles installations ont atteint 1 GWc en 2019.

### Égypte
L'Égypte a lancé en 2017 près d'Assouan un méga-projet solaire, le complexe de Benban, qui comprendra 32 centrales solaires d'une puissance totale de 1 800 MW.
L'Égypte a installé 1,7 GWc de photovoltaïque en 2019.

### Maroc
Le Maroc a commencé à valoriser son potentiel solaire (environ 3 000 heures d’ensoleillement par an). Le pays est particulièrement bien doté en termes d'ensoleillement direct (utile en particulier pour le solaire thermodynamique). Ce potentiel solaire est évalué à 20 000 MW.
À travers le développement de projets solaires multi-technologiques, la stratégie nationale de promotion des énergies renouvelables adoptée en 2009 fixe l'objectif d'atteindre un mix électrique dont 14 % de la puissance installée serait d’origine solaire à l’horizon 2020 et 52 % en 2050. Ces projets devraient permettre d’éviter l’émission d’au moins 3,7 millions de tonnes de CO2.
Jusqu’en 2018, le pays a recours aux deux principales technologies solaires : le solaire thermodynamique (en anglais : Concentrated Solar Power - CSP) et le photovoltaïque (PV). La solution hybride CSP-PV retenue par Masen pour la centrale Noor Midelt I a permis, en 2019, de réduire considérablement le prix du kilowatt-heure. Plusieurs autres technologies solaires sont testées au niveau de la plateforme R&D de Ouarzazate : notamment le photovoltaïque concentré (CPV), la technologie Fresnel, ou encore le démonstrateur CSP Dish Stirling (en).
L’Agence marocaine des énergies renouvelables (Masen) comptabilise à la fin 2019 une puissance installée d'énergies renouvelables de 3 685 MW, dont 700 MW pour le solaire et 2 700 MWc engagés.
Le Maroc est le seul pays africain disposant d'un câble sous-marin permettant d'échanger de l'électricité avec l'Europe. Vendre de l'électricité bénéficierait au royaume, et pourrait faire partie de l’initiative SET Roadmap qui regroupe le Maroc, l’Espagne, le Portugal, la France et l’Allemagne.

## Projets de production d'hydrogène vert
En 2022, le gouvernement de la Mauritanie signe un accord-cadre avec l'Américain CWP Global pour un projet géant de production d'hydrogène vert, le projet Aman, d'un montant total de 40 milliards de dollars, qui comprendrait 18 GW d'éoliennes et 12 GWc de solaire, soit à peu près les capacités installées éoliennes et solaires de la France. A pleine capacité, il pourrait produire 110 TWh et 1,7 million de tonnes d'hydrogène vert par an. Le gouvernement namibien a également approuvé un accord avec Hyphen Hydrogen Energy, une société namibienne financée par des capitaux allemands et suisses, pour un projet de 10 milliards de dollars qui devrait produire 2 millions de tonnes d'ammoniac vert par an. La Namibie a aussi conclu un partenariat stratégique avec l'Union européenne pour lui fournir à terme plus du tiers de l'hydrogène et de l'ammoniac vert produit, grâce auquel elle a obtenu un prêt de 500 millions d'euros de la Banque européenne d'investissement. Les coûts de production de l'énergie solaire ont fondu en Afrique et sont bien en-dessous des coûts d'une centrale à charbon ou à gaz. En Namibie, le coût de production de l'hydrogène vert est annoncé à 1,5 $/kg, quatre à six fois inférieur au coût actuel en Europe, et inférieur au coût de production de l'hydrogène produit à partir de fossiles.

## Énergie solaire photovoltaïque

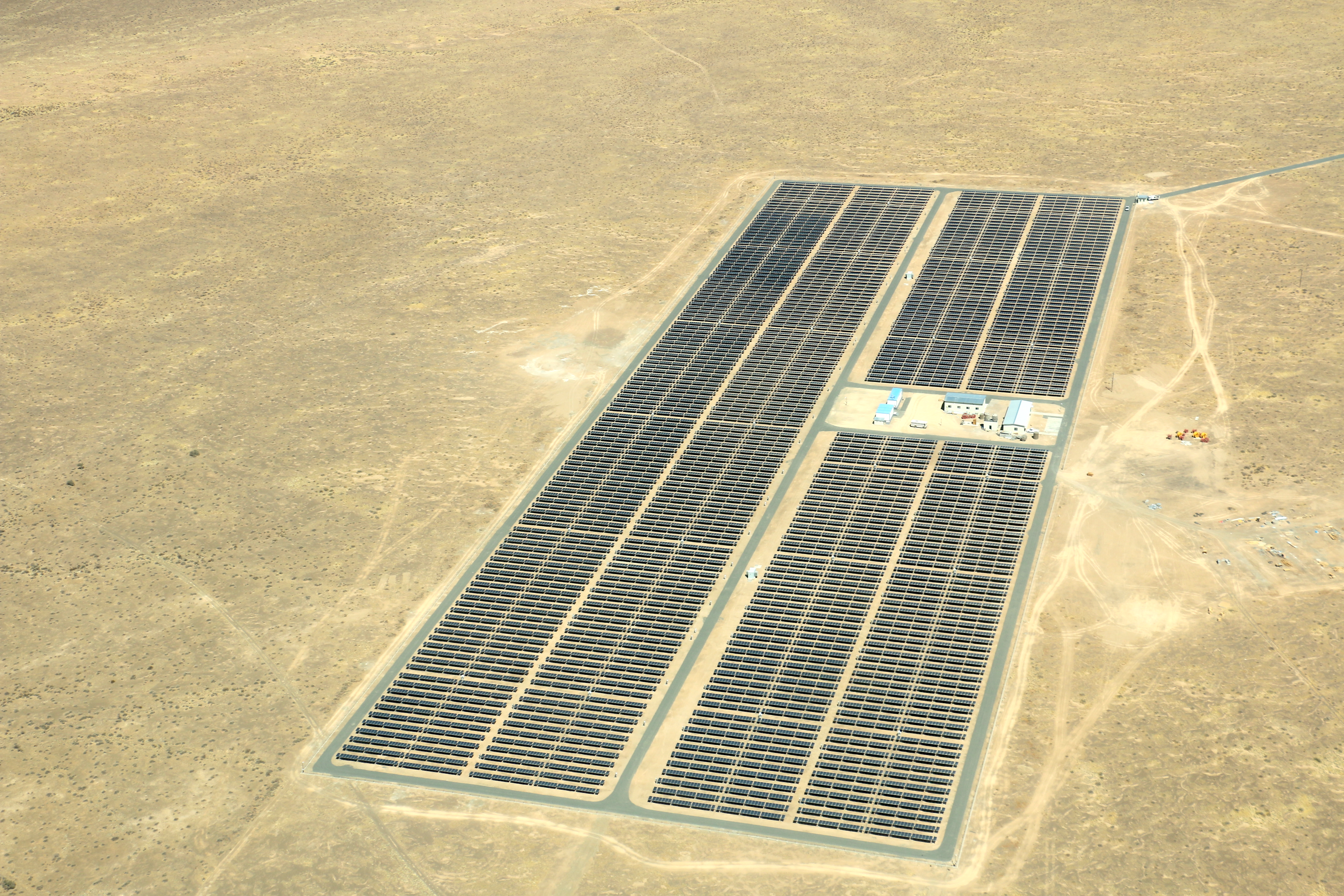
Une centrale solaire près de Keetmanshoop en Namibie

La baisse importante des coûts de l'équipement solaire devrait permettre une augmentation significative du taux d'équipement, avec une estimation à 2,2 GWc en 2018.
L'Afrique du Sud est le pays africain qui dispose du parc solaire le plus important, avec 1 329 MWc installés en 2016. L'énergie solaire en Afrique du Sud est en pleine expansion.
Au Maroc, les centrales solaires en exploitation totalisent 700 MWc, dont 192 MWc en photovoltaïque : Noor Ouarzazate IV (72 MWc), mise en service en 2018, Noor Laâyoune I (80 MWc), Noor Boujdour I (20 MWc) et Ain Beni Mathar (20 MWc).
La Banque africaine de développement (BAD) se prépare à lancer le projet « Desert to Power » pour fournir de l'énergie à 250 millions de personnes dans les 11 pays de la bande sahélienne (du Sénégal à l'Éthiopie) en faisant de cette région la plus grande zone de production solaire au monde avec 10 000 MWc de capacité.
La société PEG Africa fournit dans les pays d'Afrique de l'Ouest des kits solaires hors réseau en zone rurale, où le combustible représente jusqu'à 3 0% des coûts pour les ménages. En Afrique subsaharienne, seule 32% de la population est connectée au réseau électrique, souvent d'une qualité médiocre, les solutions hors-réseaux connaissent un certain engouement.
La centrale de Zagtouli, près de Ouagadougou au Burkina Faso, est inaugurée le 29 novembre 2017. Cette centrale d'une puissance de 33 MWc et étalée sur 60 hectares a été construite pour un coût de 47,5 millions d'euros, financés par la Commission européenne et l'agence française de développement.
Le Ghana doit mettre en service début 2019 une centrale solaire privée, la Nzema Solar Power Station (en) d'une puissance de 150 MWc,.
Le Tchad adopte en décembre 2017 un plan de 23 millions de dollars pour l'électricité solaire, alors que seule 5 % de la population dispose de l'électricité. Ce plan est financé à 87 % par la banque islamique de développement, 11 % par le gouvernement et 2 % par l'Office national d'électricité marocain.
L'Éthiopie démarre en début de 2018 la construction d'une centrale solaire de 100 MWc dans la région d'Oromia, dans le but de diversifier sa production d'électricité. Par ailleurs, une usine de panneaux solaires était presque achevée en 2015 à Sendafa.
En Namibie, l'entreprise française InnoVent a construit les deux premières centrales solaires du pays à Omburu et Osona (5 MWc chacune). La première commence à produire en 2015.
En 2021, une centrale de 50 MWc (127 344 panneaux solaires) est inaugurée au Togo.

## Énergie solaire thermodynamique

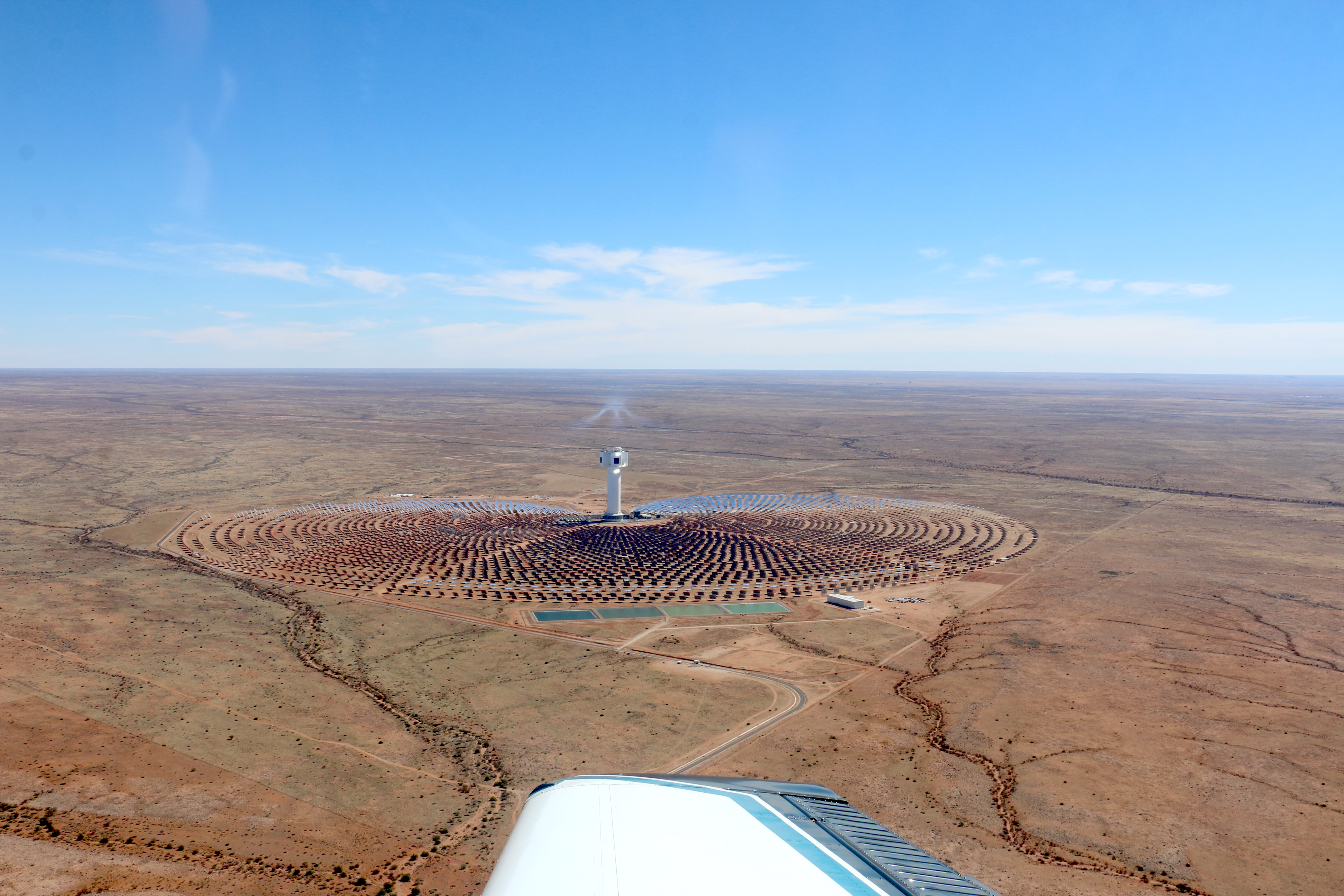
La centrale Khi Solar One vue du ciel.

Les projets solaires thermodynamiques se développent surtout dans deux pays : l'Afrique du Sud et le Maroc.
L'Afrique du Sud a mis en service la centrale de KaXu Solar One (100 MW) en 2015 ; en 2016, la puissance installée du parc sud-africain est passée de 100 MW à 200 MW ; la centrale tour de Khi Solar One (50 MW) a été inaugurée le 5 février 2016 et la centrale cylindro-parabolique de Bokpoort (50 MW) le 14 mars 2016. En 2018 ont été mises en service les centrales cylindro-paraboliques Ilanga 1 et Kathu Solar Park (100 MW chacune). La puissance installée totale atteint donc 400 MW fin 2018.
Au Maroc, la centrale solaire Noor I (160 MW), centrale à miroirs cylindro-paraboliques, a été inaugurée en février 2016 à Ouarzazate,. La centrale Noor Ouarzazate II (200 MW), également à miroirs cylindro-paraboliques, a été mise en service en janvier 2018. La centrale solaire à tourNoor Ouarzazate III (150 MW) est en service depuis août 2018. La puissance installée totale atteint donc 510 MW fin 2018.

## L'enjeu de la formation
Pour sensibiliser les étudiants africains aux défis de l'énergie solaire, l'Université Virtuelle de Côte d'Ivoire a organisé en 2018 à Abidjan une cérémonie pour la distribution de 200 exemplaires d'un ouvrage scientifique sur l'énergie solaire aux universités ivoiriennes.